# Fernando Arlete (Leichtathlet, 1979)
Fernando Arlete (* 5. August 1979) ist ein ehemaliger guinea-bissauischer Sprinter.
Arlete nahm an den Olympischen Sommerspielen 2000 in Sydney teil. Er trat im Wettlauf über 100 m an, beendete jedoch den Lauf nicht.
Er ist nicht zu verwechseln mit dem älteren Fernando Arlete (* 1968), der im Mittelstreckenlauf aktiv war.